# Eupogonius microphthalmus
Eupogonius microphthalmus är en skalbaggsart som beskrevs av Stefan von Breuning 1943. Eupogonius microphthalmus ingår i släktet Eupogonius och familjen långhorningar. Inga underarter finns listade i Catalogue of Life.